# Gravações de Diante do Trono
As gravações do Diante do Trono são anuais e já aconteceram em todas as partes do Brasil.

## Gravações Ao Vivo

### Diante do Trono
A gravação ocorreu no dia 31 de janeiro de 1998, na Igreja Batista da Lagoinha em Belo Horizonte, Minas Gerais, reuniu cerca de 7 mil pessoas.

### Exaltado
A gravação ocorreu no dia 13 de fevereiro de 1999, na Igreja Batista da Lagoinha em Belo Horizonte, Minas Gerais, reuniu cerca de 7 mil pessoas.

### Águas Purificadoras
A gravação ocorreu no dia 15 de julho de 2000, no Parque de Exposições da Gameleira em Belo Horizonte, Minas Gerais, reuniu cerca de 70 mil pessoas.

### Aclame ao Senhor
A gravação ocorreu no dia 19 de julho de 2000, na Igreja Batista da Lagoinha em Belo Horizonte, Minas Gerais, reuniu cerca de 7 mil pessoas.

### Shalom Jerusalém
A gravação ocorreu no dia 5 de agosto de 2000, na Igreja Batista da Lagoinha em Belo Horizonte, Minas Gerais, reuniu cerca de 14 mil pessoas.

### Preciso de Ti
A gravação ocorreu no dia 14 de julho de 2001, no Estádio Mineirão em Belo Horizonte, Minas Gerais, reuniu cerca de 210 mil pessoas, foi o recorde de público do estádio. A gravação contou com um palco de 42 metros.

### Brasil Diante do Trono
A gravação ocorreu no dia 1 de dezembro de 2001, no Estádio Maracanã no Rio de Janeiro, Rio de Janeiro, reuniu cerca de 180 mil pessoas. Este foi o primeiro álbum do Diante do Trono a ser gravado fora de Minas Gerais.

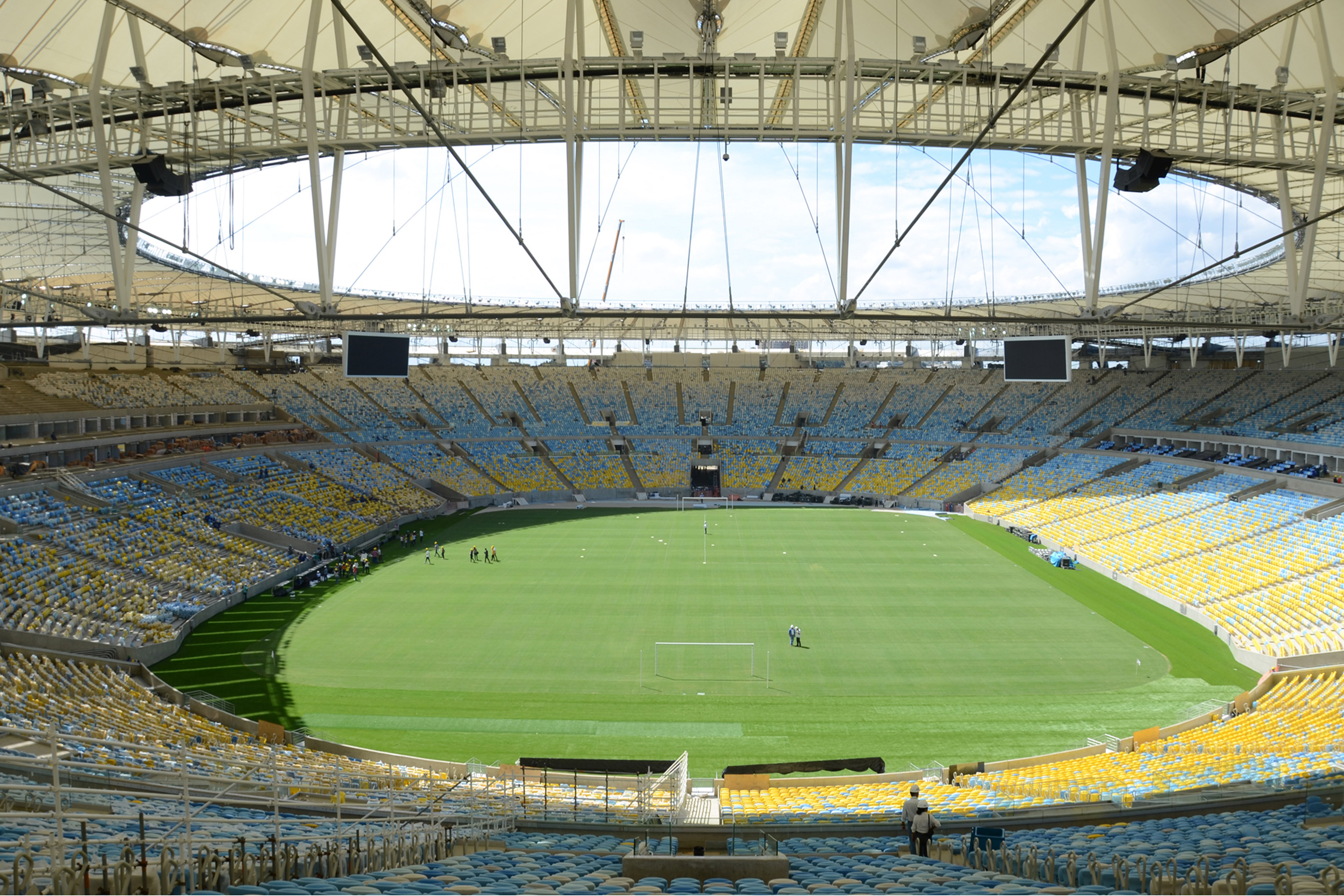
Estádio Maracanã, local onde ocorreu a gravação do álbum Brasil Diante do Trono 1 do Diante do Trono.

### Nos Braços do Pai
A gravação ocorreu no dia 13 de julho de 2002, na Esplanada dos Ministérios em Brasília, Distrito Federal, reuniu cerca de  1 milhão e duzentas mil pessoas. A gravação contou com um palco de 78 metros, um dos maiores palcos já construídos no Brasil.

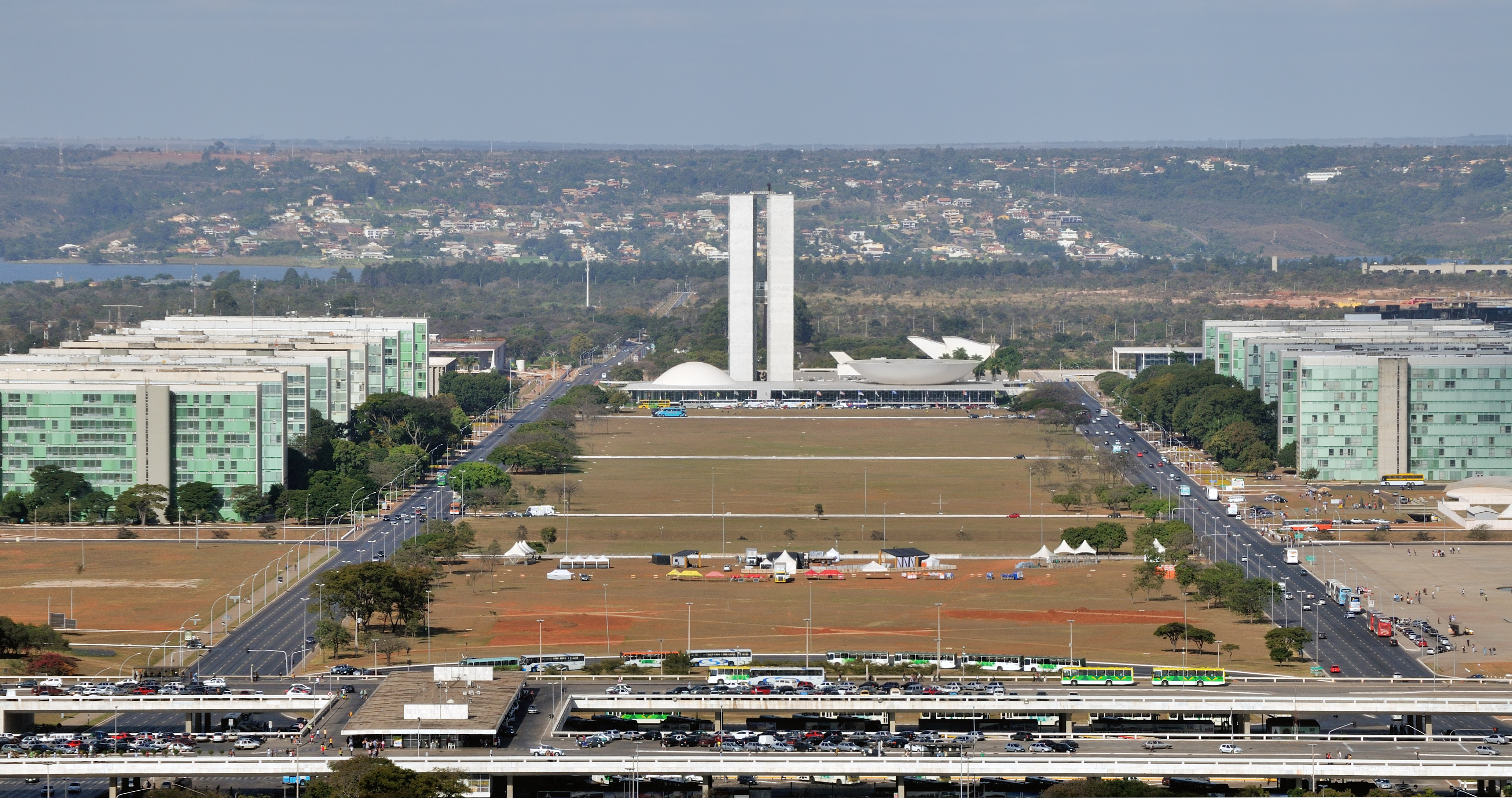
Esplanada dos Ministérios, local onde ocorreu a gravação do álbum Nos Braços do Pai do Diante do Trono.

### Quero Me Apaixonar
A gravação ocorreu no dia 12 de julho de 2003, no Aeroporto Campo de Marte em São Paulo, São Paulo, reuniu cerca de 2 milhões de Pessoas.

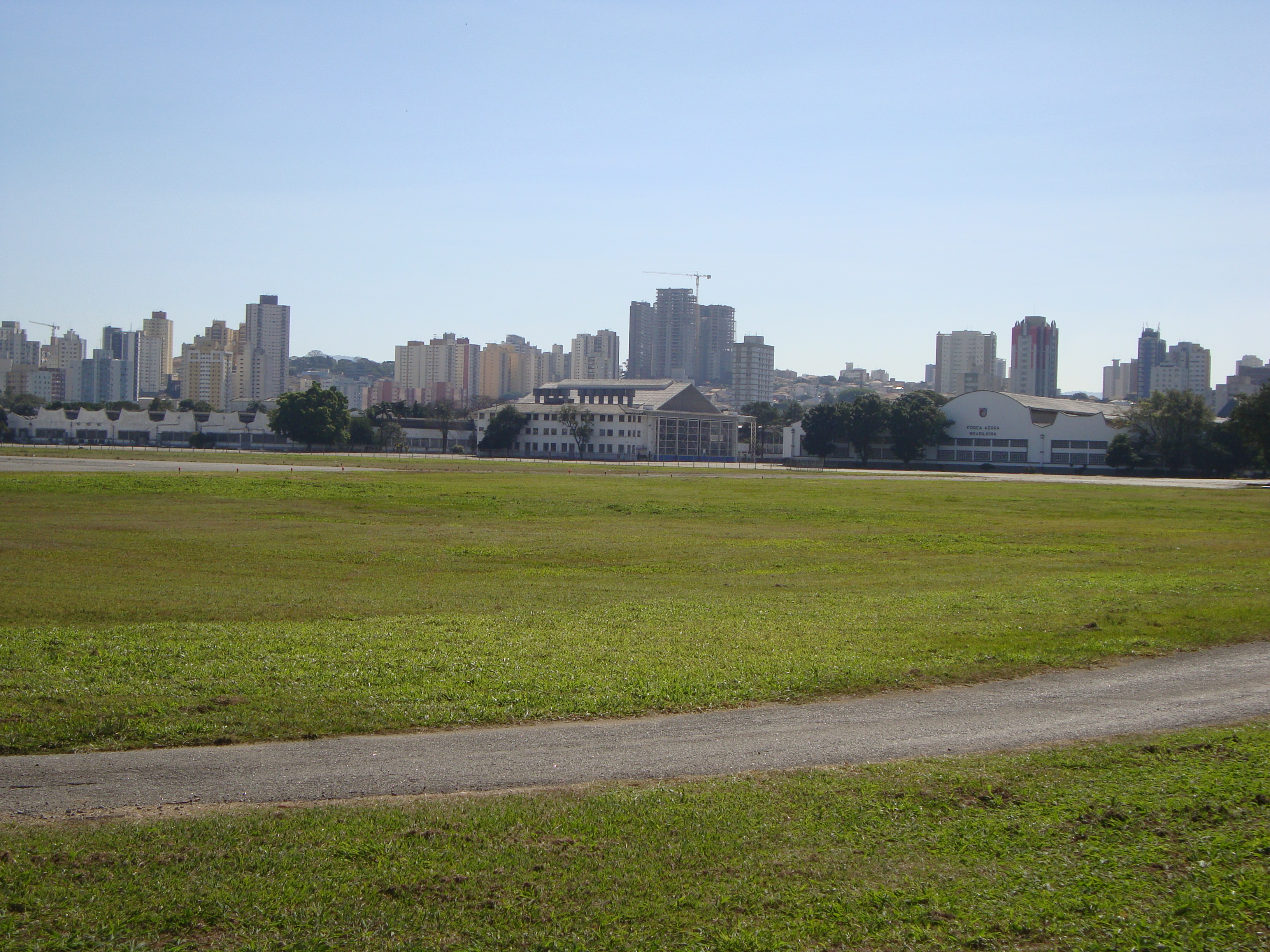
Aeroporto Campo de Marte, local onde ocorreu a gravação do álbum Quero Me Apaixonar do Diante do Trono.

### Esperança
A gravação ocorreu no dia 10 de julho de 2004, no Centro Administrativo da Bahia em Salvador, Bahia, reuniu cerca de  1 milhão e duzentas mil pessoas.

### Ainda Existe Uma Cruz
A gravação ocorreu no dia 09 de julho de 2005, nas margens do Rio Guaíba em Porto Alegre, Rio Grande do Sul, reuniu cerca de 300 mil pessoas.

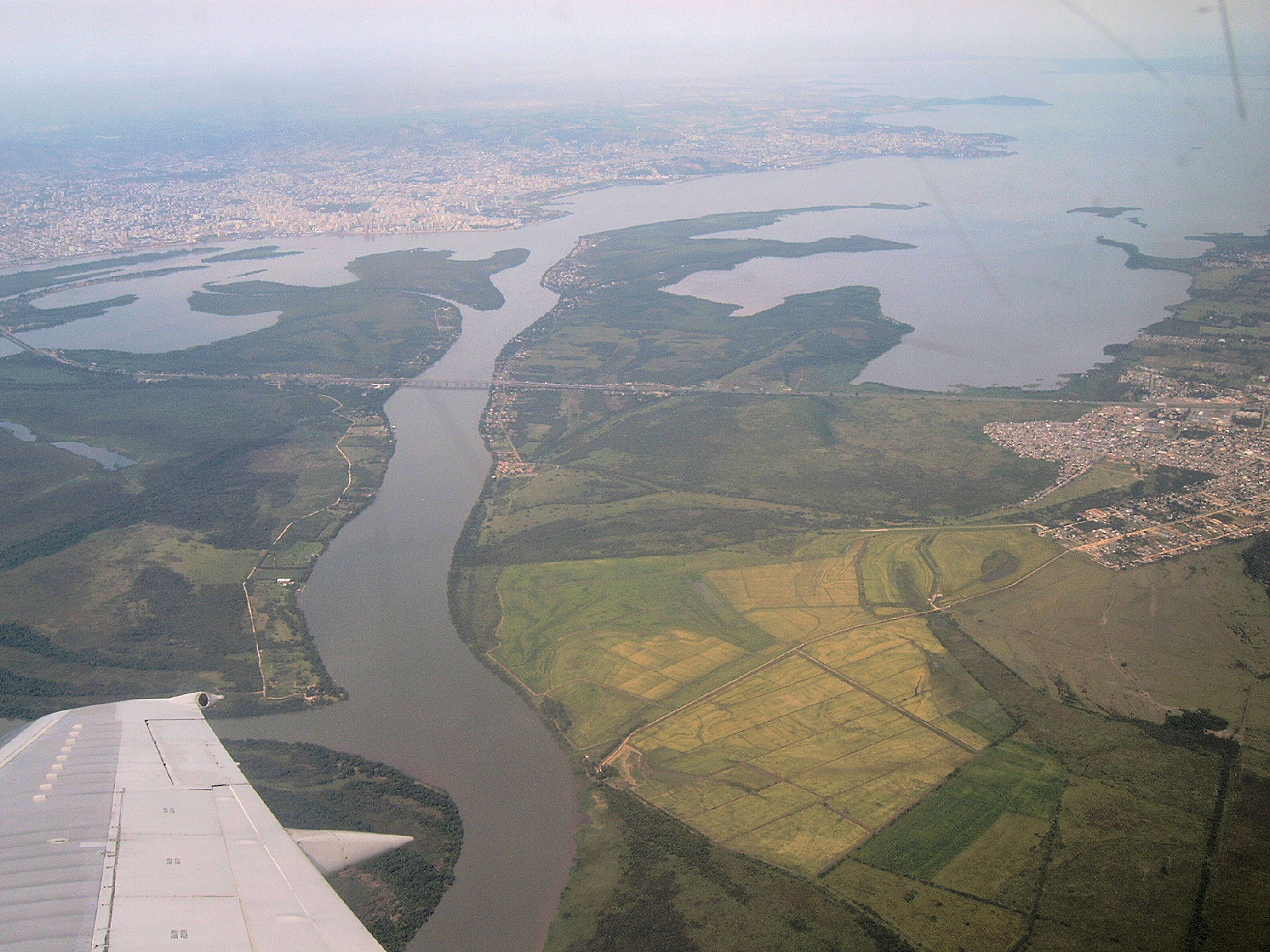
Margens do Rio Guaíba, local onde ocorreu a gravação do álbum Ainda Existe Uma Cruz do Diante do Trono.

### Por Amor de Ti, Oh Brasil
A gravação ocorreu no dia 15 de julho de 2006, na Arena Yamada em Belém, Pará, reuniu cerca de 80 mil pessoas.

### Tempo de Festa
A gravação ocorreu nos dias 9 e 10 de julho de 2007, na Via Funchal em São Paulo, São Paulo, reuniu cerca de 7 mil pessoas.

### Com Intensidade
A gravação ocorreu no dia 16 de abril de 2007, durante o 8º Congresso Internacional de Louvor & Adoração Diante do Trono, no Mineirinho em Belo Horizonte, Minas Gerais, reuniu cerca de 13 mil pessoas.

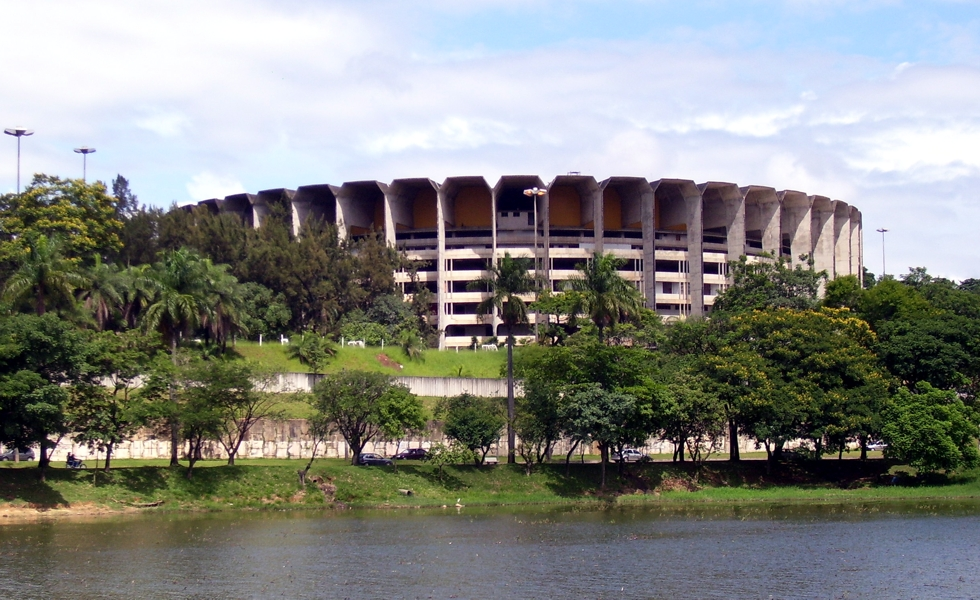
Mineirinho, local onde ocorreu a gravação do álbum Com Intensidade do Diante do Trono.

### Príncipe da Paz
A gravação ocorreu no dia 7 de julho de 2007, na Praça da Apoteose no Rio de Janeiro, Rio de Janeiro, reuniu cerca de 100 mil pessoas.

### A Canção do Amor
A gravação ocorreu nos dias 4 e 5 de julho de 2008, no Chevrolet Hall em Recife, Pernambuco, reuniu cerca de 45 mil pessoas.

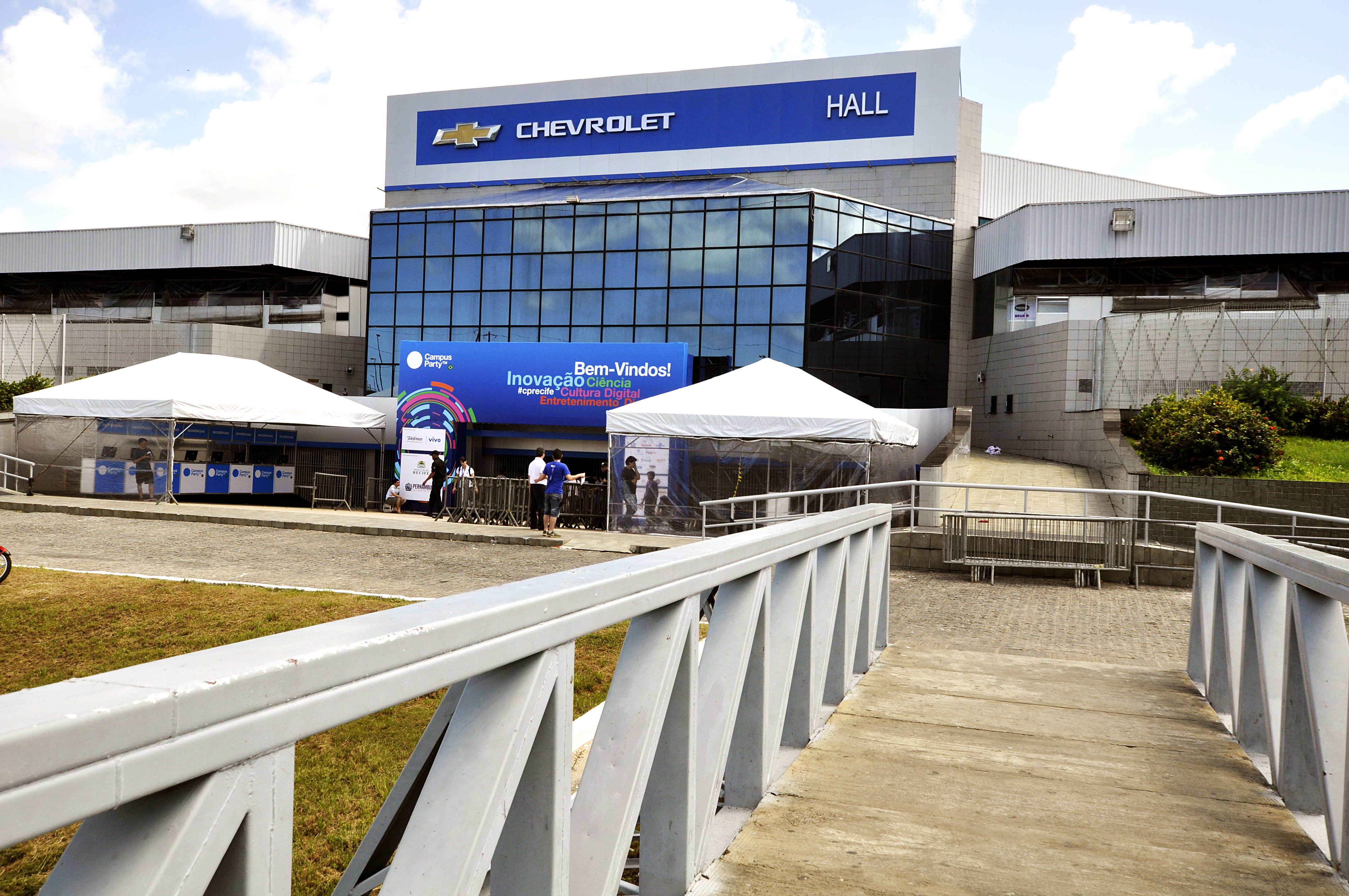
Chevrolet Hall, local onde ocorreu a gravação do álbum A Canção do Amor do Diante do Trono.

### Tua Visão
A gravação ocorreu no dia 1 de agosto de 2009, na Praça da Estação em Belo Horizonte, Minas Gerais, reuniu cerca de 50 mil pessoas. A gravação aconteceria em Manaus, mas o local foi alterado.

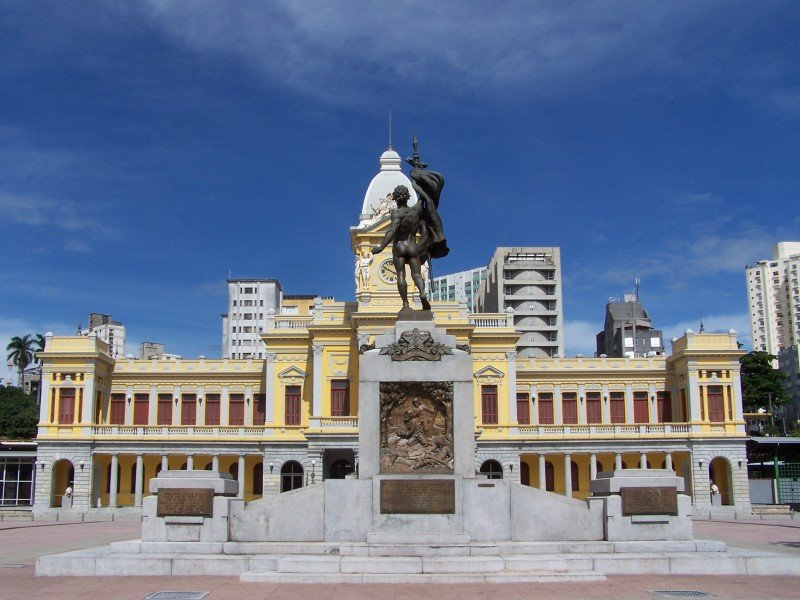
Praça da Estação, local onde ocorreu a gravação do álbum Tua Visão do Diante do Trono.

### Aleluia
A gravação ocorreu no dia 17 de julho de 2010, no Parque do Peão em Barretos, São Paulo, reuniu cerca de 60 mil pessoas.

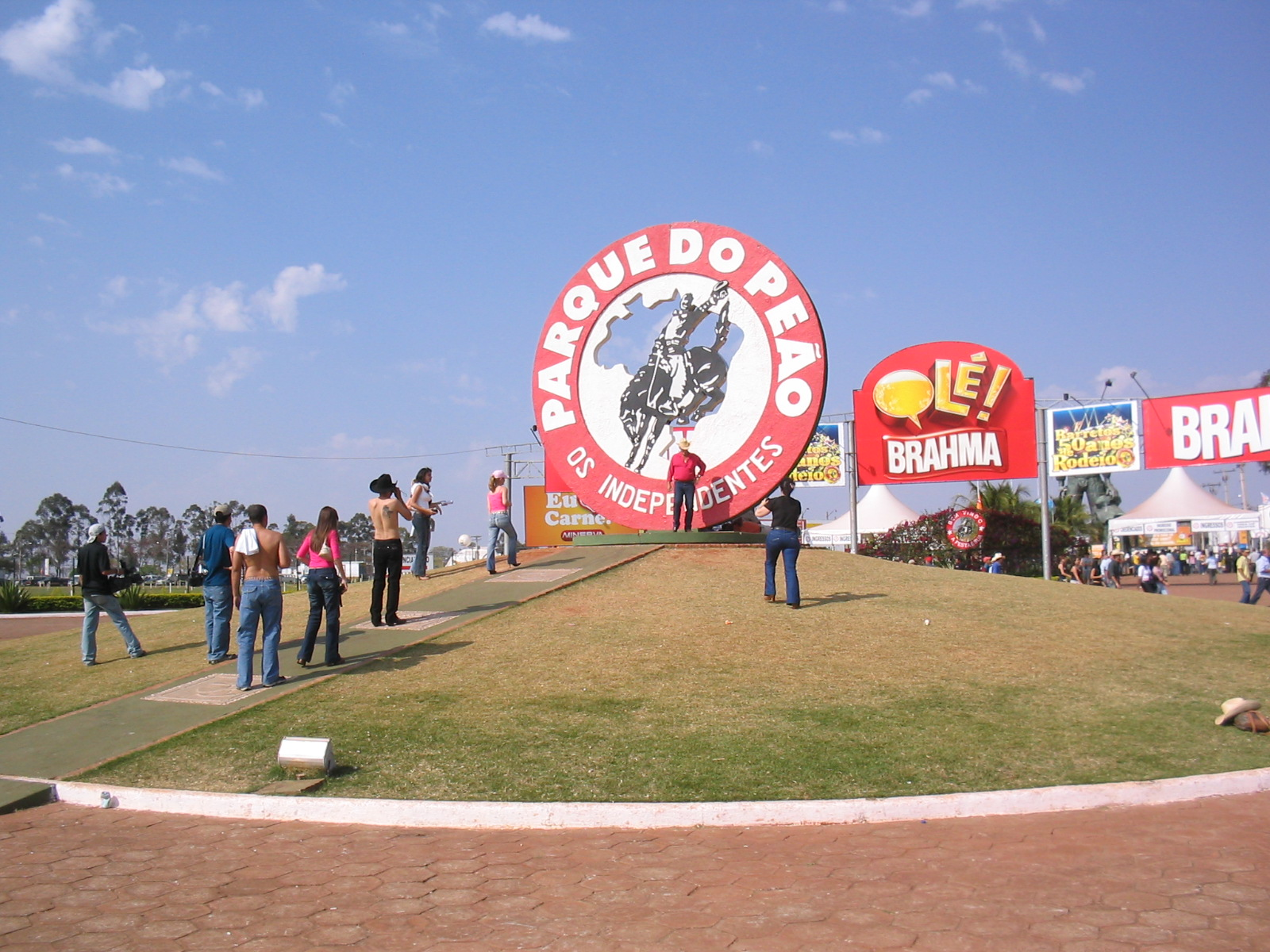
Parque do Peão, local onde ocorreu a gravação do álbum Aleluia do Diante do Trono.

### Glória a Deus
A gravação ocorreu no dia 22 de abril de 2011, na Igreja Batista da Lagoinha em Belo Horizonte, Minas Gerais, reuniu cerca de 7 mil pessoas.

### Sol da Justiça
A gravação ocorreu nos dias 16 e 18 de julho de 2011, na Praia do Meio e no Teatro Riachuelo em Natal, Rio Grande do Norte, reuniu cerca de 120 mil pessoas na Praia do Meio e cerca de 2 mil e quinhentas pessoas no Teatro Riachuelo. A gravação ocorreu em duas noites, por causa da chuva na primeira noite.

### Creio
A gravação ocorreu no dia 9 de junho de 2012, no Sambódromo de Manaus em Manaus, Amazonas, reuniu cerca de 350 mil pessoas.

### Renovo
A gravação ocorreu no dia 29 de março de 2013, durante o 14º Congresso Internacional de Louvor & Adoração Diante do Trono, na Expominas em Belo Horizonte, Minas Gerais, reuniu cerca de 12 mil pessoas.

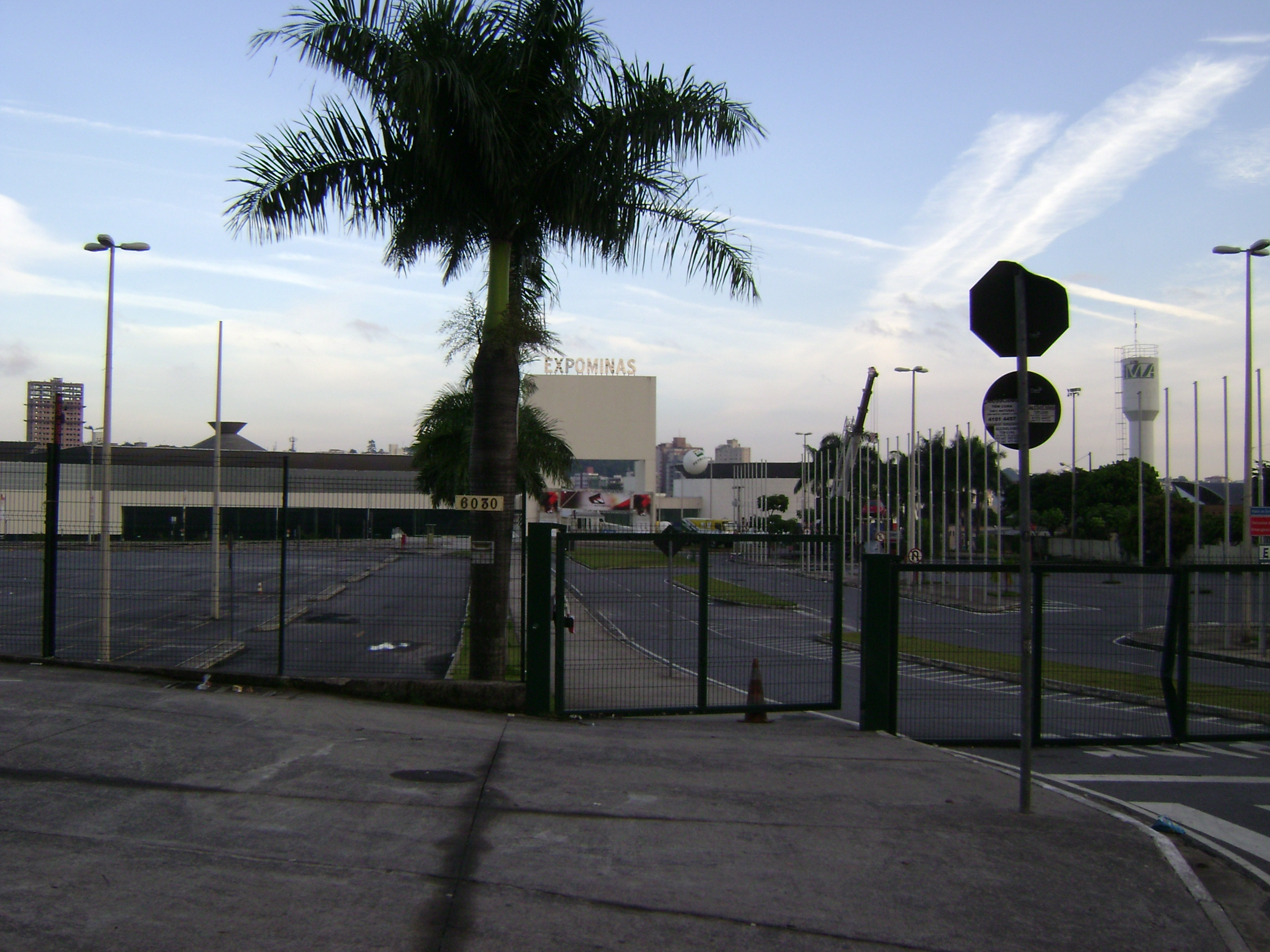
Expominas, local onde ocorreu a gravação do álbum Renovo do Diante do Trono.

### Tu Reinas
A gravação ocorreu no dia 6 de julho de 2013, no Parque de Eventos Padre Cícero em Juazeiro do Norte, Ceará, reuniu cerca de 50 mil pessoas.

### Tetelestai
A gravação ocorreu nos dias 13, 14 e 15 de maio de 2014, na Torre de Davi, Gólgota, Jardim do Túmulo Vazio e no Monte das Oliveiras em Jerusalém, Israel, a gravação na Torre de Davi reuniu cerca de 557 pessoas, sendo 382 pessoas da caravana, as gravações no Gólgota, no Jardim do Túmulo Vazio e no Monte das Oliveiras reuniram 382 pessoas que são os membros da caravana.

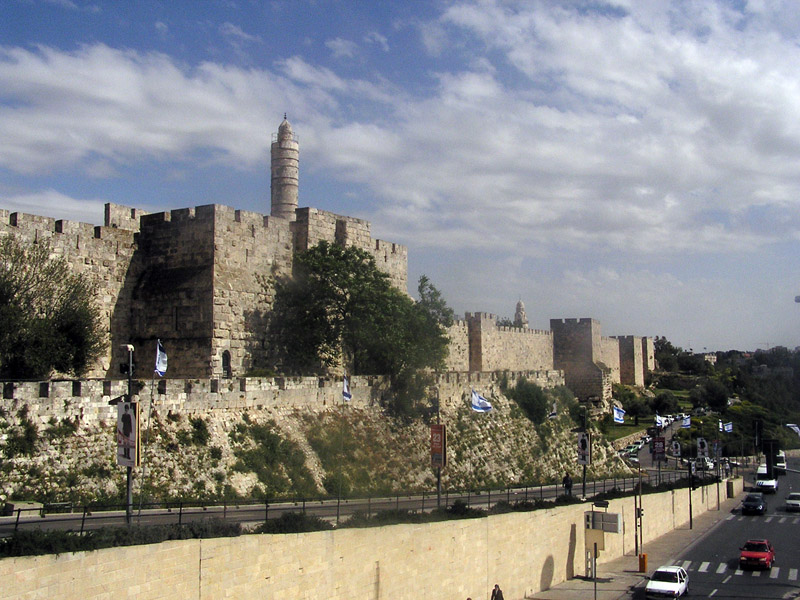
Torre de Davi, um dos locais onde ocorram as gravações do álbum Tetelestai.